# Attlebridge
Attlebridge – wieś w Anglii, w hrabstwie Norfolk, w dystrykcie Broadland. Leży 14 km na północny zachód od Norwich i 160 km na północny wschód od Londynu.
Miejscowość liczy 122 mieszkańców.